# Semântica cognitiva
A semântica cognitiva é um ramo do movimento da linguística cognitiva. A semântica é o estudo do significado linguístico, ao passo que a semântica cognitiva sustenta que a linguagem é parte de uma capacidade cognitiva humana mais geral e, portanto, só pode descrever o mundo como as pessoas o concebem. Está implícito que diferentes comunidades linguísticas concebem coisas simples e processos no mundo de maneira diferente (diferentes culturas), não necessariamente alguma diferença entre o mundo conceitual de uma pessoa e o mundo real (crenças erradas).
Os principais princípios da semântica cognitiva são:
- A gramática manifesta uma concepção do mundo mantida em uma cultura;
- O conhecimento da linguagem é adquirido e contextual;
- A capacidade de usar a linguagem baseia-se em recursos cognitivos gerais e não em um módulo especial de linguagem.[1]

A semântica cognitiva introduziu inovações como a teoria dos protótipos, metáforas conceituais e semântica de frames, e é o paradigma/quadro linguístico que desde a década de 1980 gerou mais estudos em semântica lexical. Como parte do campo da linguística cognitiva, a abordagem da semântica cognitiva rejeita a separação tradicional da linguística em fonologia, morfologia, sintaxe, pragmática etc. Em vez disso, divide a semântica em construção de significado e representação do conhecimento. Portanto, a semântica cognitiva estuda grande parte da área tradicionalmente dedicada à pragmática, bem como à semântica.
As técnicas da semântica cognitiva são normalmente usadas em estudos lexicais, como os apresentados por Leonard Talmy, George Lakoff e Dirk Geeraerts. Algumas estruturas semânticas cognitivas, como a desenvolvida por Talmy, também levam em consideração as estruturas sintáticas.